# Lyctus parallelocollis
Lyctus parallelocollis är en skalbaggsart som beskrevs av Blackburn 1888. Lyctus parallelocollis ingår i släktet Lyctus och familjen kapuschongbaggar. Inga underarter finns listade i Catalogue of Life.

## Bildgalleri

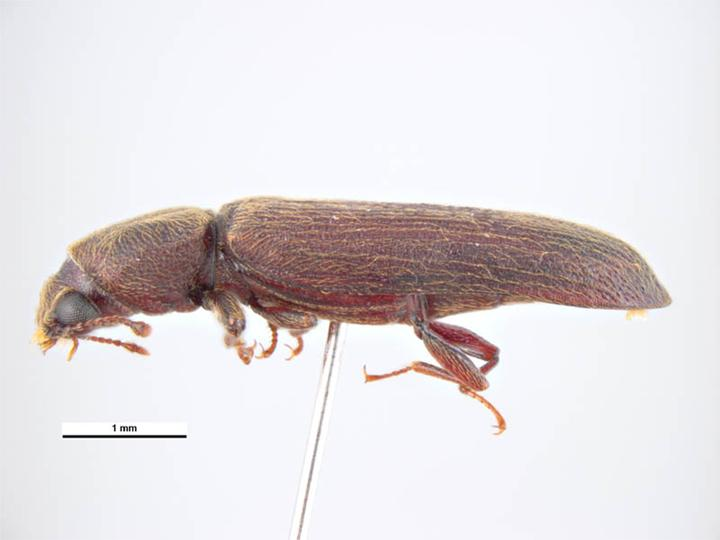